# Bilderbergconferentie 1957 (2)
De tweede Bilderbergconferentie van 1957  werd gehouden van 4 t/m 6 oktober 1957 in Fiuggi, Italië. Vermeld zijn de officiële agenda indien bekend, alsmede namen van deelnemers indien bekend. Achter de naam van de opgenomen deelnemers staat de hoofdfunctie die ze op het moment van uitnodiging uitoefenden.

## Agenda
- Modern weapons and disarmament in relations to Western security. (Moderne wapens en ontwapening in relatie tot de veiligheid van het Westen)
  - The impact of technological progress in armaments I strategy and diplomacy (De gevolgen van technologische ontwikkelingen in bewapening vs. strategie en diplomatie)
  - Limitation of armaments and its effects on N.A.T.O. (beperkingen van wapens en de effecten daarvan op de NAVO)
- Are existing political and economic mechanisms within the Western Community adequate? (Zijn de bestaande politieke en economische mechanismen binnen de Westerse Gemeenschap adequaat?)

## Deelnemers
- Nederland - Prins Bernhard, prins-gemaal, Nederland, voorzitter
- Nederland - Hendrik Boon, voormalig Nederlands ambassadeur
- Nederland - Paul Rijkens, president Unilever

1954 ·
1955 (1) ·
1955 (2) ·
1956 ·
1957 (1) ·
1957 (2) ·
1958 ·
1959 ·
1960 ·
1961 ·
1962 ·
1963 ·
1964 ·
1965 ·
1966 ·
1967 ·
1968 ·
1969 ·
1970 ·
1971 ·
1972 ·
1973 ·
1974 ·
1975 ·
(1976) ·
1977 ·
1978 ·
1979 ·
1980 ·
1981 ·
1982 ·
1983 ·
1984 ·
1985 ·
1986 ·
1987 ·
1988 ·
1989 ·
1990 ·
1991 ·
1992 ·
1993 ·
1994 ·
1995 ·
1996 ·
1997 ·
1998 ·
1999 ·
2000 ·
2001 ·
2002 ·
2003 ·
2004 ·
2005 ·
2006 ·
2007 ·
2008 ·
2009 ·
2010 ·
2011 ·
2012 ·
2013 ·
2014 ·
2015 ·
2016 ·
2017 ·
2018 ·
2019 ·
2020 ·
2021 ·
2022 ·
2023